# العدين (فرع العدين)
- المديرية سميت بمخلاف الشراعب حسب كتاب الهمداني وايضاً هي امتداد حضارة مذحج و حمير
- مدرسة خالد بن الوليد مدرسة النور مدرسة الحسين بن علي مدرسة الهدى مدرسة الفتح مدرسة محمد القاسم مدرسة التصحيح مدرسة عقبة

تعديل مصدري - تعديل

العدين محلة تابعة لقرية الثوجر، التابعة لعزلة الوزيرة بمديرية فرع العدين إحدى مديريات محافظة إب في الجمهورية اليمنية، بلغ تعداد سكانها 38 حسب تعداد اليمن لعام 2004.